# James Edgar Dandy
James Edgar Dandy (* 24. September 1903 in Preston, Lancashire; † 10. November 1976 in Tring) war ein englischer Botaniker. Sein offizielles botanisches Autorenkürzel lautet „Dandy“.  

## Leben
Nach seiner Ausbildung an der Preston Grammar School und dem Downing College in Cambridge wurde Dandy 1925–1927 Assistent an den Royal Botanic Gardens in Kew bei John Hutchinson. 1927 wechselte er zum Britischen Museum London. Von 1956 bis 1966 war er „Keeper“ des „Department of Botany“ am Natural History Museum London. Spezialgebiet von Dandy waren die Magnoliengewächse (Magnoliaceae) sowie die Gattung der Laichkräuter (Potamogeton). Er kannte sich aber auch besonders aus in den Gebieten der Taxonomie und der älteren botanischen Literatur. Er hat oft mitgewirkt bei der Klärung taxonomischer Fragen von Kollegen, hat deshalb aber weniger eigene Arbeiten veröffentlicht. Oberstes Ziel dabei war die Stabilität der Nomenklatur. Er war auch beteiligt bei den Problemen der Nomenklatur der Flora Europaea sowie beim Index nominum genericorum. Sein wichtigstes eigenes Werk war der Index of generic names of vascular plants 1753–1774, der 1967 erschienen ist. 1966 ging Dandy in den Ruhestand.

## Ehrentaxon
Der Name der Pflanzengattung Dandya H.E.Moore aus der Familie Spargelgewächse (Asparagaceae) ehrt James Edgar Dandy.

## Schriften (Auswahl)
- List of British vascular plants. 1958.
- The Sloane herbarium: an annotated list of the Horti sicci composing it; with biographical details of the principal contributors. London 1958 (Digitalisat) – als Herausgeber.
- Index of generic names of vascular plants 1753–1774. 1967.